# Chewlucanus hirasawai
Chewlucanus hirasawai is een keversoort uit de familie vliegende herten (Lucanidae). De wetenschappelijke naam van de soort is voor het eerst geldig gepubliceerd in 2000 door Ikeda & Katsura.